# David Cass
David Cass, nacido el 19 de enero de 1937 en Honolulu, Hawái, falleció el 15 de abril de 2008 en Filadelfia, Pensilvania. Fue profesor de economía en la Universidad de Pensilvania. Obtuvo su doctorado en economía por la Universidad de Stanford en 1965. Sus áreas de investigación incluyen la macroeconomía y la economía monetaria.
Fue uno de los padres del modelo neoclásico de crecimiento económico. Propuesto por él simultáneamente a Tjalling C. Koopmans, aunque de forma independiente, en 1965, en él se considera cómo se comporta una economía de agentes racionales que viven a lo largo de un período infinito. Estos agentes maximizan su utilidad. Uno de los resultados fundamentales es que la solución de mercado es eficiente. El modelo había sido desarrollado casi cuarenta años antes por Frank P. Ramsey, aunque por aquel entonces pasó desapercibido. Hoy día es el modelo estándar en macroeconomía.

## Biografía
David Cass nació en 1937 en Honolulu, Hawái. Obtuvo una A.B. en economía de la Universidad de Oregón en 1958 y comenzó a estudiar leyes en la Facultad de Derecho de Harvard cuando pensó en convertirse en abogado de acuerdo con la tradición familiar. Como odiaba estudiar derecho, abandonó el programa después de un año y sirvió en el ejército de 1959 a 1960. Luego ingresó al programa de Ph.D. en la Universidad de Stanford. Aquí conoció a Karl Shell, aunque los dos comenzaron a trabajar juntos solo después de que ambos se graduaran. El consejero doctoral de Cass fue Hirofumi Uzawa, quien también le presentó a Tjalling Koopmans, quien en ese momento era profesor en la Universidad de Yale. En 1965, Cass se graduó con un Ph.D. en economía y estadística con una tesis sobre el crecimiento óptimo, con partes de la disertación publicadas posteriormente en la Review of Economic Studies.
Después de la graduación, Cass comenzó a trabajar desde 1965 hasta 1970 como profesor asistente en el departamento de economía de la Universidad de Yale y como investigador asociado en la Comisión Cowles de Investigación en Economía en New Haven. Durante su tiempo en la Universidad de Yale, colaboró con Menahem Yaari y Joseph Stiglitz y trabajó principalmente en la superposición de modelos de generaciones. En 1970 dejó New Haven para ir a la Universidad Carnegie-Mellon en Pittsburgh, donde fue profesor de economía hasta 1974. Durante su tiempo en Carnegie-Mellon comenzó a colaborar con Karl Shell, quien en ese momento era profesor en la Universidad de Pensilvania. Uno de sus estudiantes de doctorado fue Finn E. Kydland, quien más tarde ganaría el Premio Nobel de Economía. En 1974 Cass se fue a la Universidad de Pensilvania, donde fue profesor de economía hasta su muerte.
David Cass murió en 2008 en Filadelfia después de una larga enfermedad. Estaba divorciado y era padre de dos hijos.
Cass fue becario Guggenheim en 1970, miembro electo de la Econometric Society desde 1972, doctor honoris causa por la Universidad de Ginebra en 1994, miembro distinguido de la American Economic Association en 1999 y miembro electo de la Academia Americana de las Artes y las Ciencias desde 2003.

## Campos de investigación
Cass hizo contribuciones importantes a la teoría económica pura, principalmente en el campo de la teoría del equilibrio general. Hizo importantes contribuciones a la teoría del crecimiento óptimo, la teoría de las manchas solares y la teoría de los mercados incompletos. Es quizás más conocido por su artículo "Crecimiento óptimo en un modelo acumulativo de acumulación de capital", que fue parte de su tesis doctoral. En este documento, demuestra una condición necesaria y suficiente para la eficiencia en el modelo de crecimiento neoclásico presentado por primera vez por Frank Ramsey. Una diferencia importante con respecto al modelo de crecimiento estándar de Ramsey fue que Cass consideró el caso en el que se descontaba el consumo en periodos futuros, suponiendo implícitamente que los consumidores prefieran el consumo de hoy al consumo de mañana. Esta versión modificada del modelo de crecimiento de Ramsey también se conoce como el modelo Ramsey-Cass-Koopmans, que lleva el nombre de Frank Ramsey, David Cass y Tjalling Koopmans.
También fue famoso por el "Criterio de Cass" para modelos de generaciones solapadas y en el modelo de crecimiento neoclásico, y su trabajo, junto con Karl Shell, sobre la influencia de la incertidumbre extrínseca en los equilibrios económicos, también conocido como el concepto de equilibrio de manchas solares o la teoría de las manchas solares. Junto con Joseph Stiglitz demostró las condiciones bajo las cuales es posible que un inversor consiga una cartera óptima bajo la restricción de poder comprar solo dos fondos mutuos. También mostraron que, en general, la demanda de dinero no puede derivarse de la teoría de la cartera. Cass también fue un importante contribuyente a la teoría de los mercados incompletos, la teoría de la autopista y la teoría de las economías con mercados que se abren repetidamente en el tiempo.

## Aportaciones a la teoría económica

### Trayectorias de crecimiento óptimas
La primera gran contribución de Dave Cass a la economía fue la caracterización de trayectorias de crecimiento óptimas en su trabajo de tesis bajo la supervisión de Hirofumi Uzawa en la Universidad de Stanford. El célebre criterio de Cass para trayectorias de tiempo óptimas en el modelo de un buen crecimiento le siguió rápidamente. La esencia de este trabajo es la búsqueda de caracterizaciones de los precios de eficiencia para trayectorias de tiempo dinámicas, un esfuerzo que señaló directamente el camino hacia la posterior descentralización dinámica total del modelo neoclásico de crecimiento óptimo, un hecho que permite su uso para modelar una amplia gama del ciclo económico y otros fenómenos macroeconómicos. En consecuencia, Cass es justamente honrado, junto con Tjalling Koopmans y Frank Ramsey, como uno de los padres del análisis macroeconómico dinámico.
Los documentos originales de la tesis de Cass fueron
   • "Crecimiento económico óptimo en un modelo agregativo de acumulación de capital", publicado en The Review of Economic Studies en 1965
   • "Crecimiento económico óptimo en el modelo de acumulación de capital de dos sectores"
   • "Crecimiento económico óptimo en un modelo agregado de acumulación de capital: un teorema de autopista de peaje", publicado en Econometrica en 1966
El documento "Optimum growth ..." fue la culminación de una larga línea de investigación (comenzando con la investigación pionera de Frank Ramsey en la década de 1920) sobre el modelado del crecimiento económico. La literatura encontró expresión en el período de posguerra en el trabajo de Robert Solow en el MIT e Hirofumi Uzawa en Stanford, no solo como una teoría del crecimiento, sino también como una herramienta para comprender la macroeconomía. Gran parte del desarrollo de los modelos en la literatura se basó en un conjunto de "hechos estilizados" de la posguerra que cada alumno de doctorado aprende en su primer año de estudio de posgrado. Uno de los eslabones débiles en el desarrollo de estos primeros modelos fue su especificación del comportamiento de ahorro como exógena y dada por la regularidad empírica de la relación consumo-ingreso, y las diversas teorías (de equilibrio parcial) del gasto de consumo diseñadas para explicar esta regularidad .
El trabajo de Cass fue el primero en endogenizar la decisión de ahorro de consumo al derivar una trayectoria óptima de acumulación de capital que maximizaba la suma descontada de los pagos de utilidades a lo largo del tiempo. Las herramientas que Cass usó para derivar sus resultados fueron las del campo de control óptimo en matemáticas recién desarrolladas en ese entonces por Lev Pontryagin. Los principales resultados en el documento son una demostración de que según las suposiciones actuales sobre preferencias y tecnología, la secuencia de acumulación óptima existe y es única.
Los otros artículos de la tesis de Cass se basaron en los principales puntos de vista del documento "Optimum growth ..." extendiéndolos para mostrar la existencia de una trayectoria de crecimiento óptima en un modelo de acumulación de capital de dos sectores, y la existencia de un llamado camino de crecimiento de peaje asociado con la trayectoria óptima de acumulación de capital en el modelo de un sector.
Estos artículos se publicaron mientras que Cass era miembro del personal de investigación y luego profesor asistente en la Fundación Cowles en la Universidad de Yale (1964-1967). 

### Ahorro y preferencias de los inversores
Cass fue ascendido a profesor asociado no ocupado en Cowles y permaneció en Yale hasta 1970. Fue coautor de varios artículos más durante este tiempo con Joseph Stiglitz y Menahem Yaari, quienes también estuvieron en Yale durante este período. Estos incluyen:
- • "Un reexamen del modelo de préstamos de consumo puro" (con M.E. Yaari). J Pol Econ 74, 353 - 367 (1966).
- • "Ahorro individual, acumulación agregada de capital y crecimiento eficiente" (con M.E. Yaari). Ensayos en la teoría del crecimiento económico óptimo (K. Shell, ed.), MIT, 1967.
- • "Las implicaciones de hipótesis alternativas de ahorro y expectativas para la elección de técnicas y patrones de crecimiento" (con J.E. Stiglitz). J Pol Econ 77, 586 - 627 (1969).
- • "La estructura de las preferencias de los inversores y los rendimientos de activos, y la separabilidad en la asignación de cartera" (con J.E. Stiglitz). J Econ Theory 2, 122 - 160 (1970).
- • "Los valores actuales desempeñan el papel de los precios de eficiencia en el modelo de crecimiento único" (con M.E. Yaari). Rev Econ Studies 38, 331-339 (1971).

En la entrevista de Macroeconomic Dynamics de Spear y Wright con Cass, indica que su trabajo con Manny Yaari en Yale constituyó su introducción al modelo de préstamos de consumo de Samuelson. El trabajo posterior de Cass con Karl Shell fue sobre el equilibrio de las manchas solares. Durante este tiempo, Cass también examinó más profundamente la cuestión de cómo se relacionaban el comportamiento de ahorro individual y el crecimiento eficiente. El documento sobre los valores actuales como precios de eficiencia que Cass coescribió con Yaari se ve fácilmente como un precursor de su trabajo posterior en Carnegie Mellon sobre la sobreacumulación de capital y la eficiencia que condujo al famoso criterio de Cass para determinar la ineficiencia. Finalmente, el trabajo de Cass con Stiglitz sobre el modelado de las preferencias de los inversionistas y el rendimiento de los activos proporcionó una base para su trabajo posterior sobre el equilibrio general financiero.

### Etapa en la Universidad Carnegie Mellon
Cass dejó Yale en 1970 y fue reclutado por Dick Cyert, entonces Decano de la Escuela de Graduados de Administración Industrial en la Universidad Carnegie Mellon. Durante su tiempo en GSIA, Cass completó el trabajo sobre sobreacumulación de capital, continuó su trabajo con Joe Stiglitz sobre fijación de precios de activos y comenzó a explorar la aplicabilidad general de las técnicas matemáticas que utilizó en su tesis (programación matemática, dualidad y enfoque hamiltoniano al control dinámico). Los documentos producidos durante este período incluyen:
- • "Sobre la sobreacumulación de capital en el modelo agregado y neoclásico del crecimiento económico: una caracterización completa", J Econ Theory 4, 200-203 (1972).
- • "Distinguir trayectorias de crecimiento competitivo ineficiente: una nota sobre la sobreacumulación de capital y la rápida disminución del valor futuro del consumo en un modelo bastante general de producción capitalista". J Econ Theory 4, 224-240 (1972).
- • "Aversión al riesgo y efectos riqueza en carteras con muchos activos" (con J.E. Stiglitz). Rev Econ Studies 39, 331-354 (1972).
- • "Sobre el modelo Wickselliano de entrada puntual, punto de salida de acumulación de capital: una visión moderna (o neoclasicismo ligeramente vindicado)". J Pol Econ 81, 71 - 97 (1973).
- • "Dualidad: un enfoque simétrico desde el punto de vista del economista". J Econ Theory 7, 272 - 295 (1974).
- • "La representación hamiltoniana de asignación estática competitiva o eficiente". Ensayos en Modern Capital Theory, (M. Brown, K. Sato y P. Zaremba, eds.), North-Holland, 1976.
- • "La estructura y la estabilidad de los sistemas dinámicos competitivos" (con K. Shell). J Econ Theory 12, 31 - 70 (1976).

Si bien los dos últimos artículos se publicaron después de que Cass dejó GSIA, él indica en la entrevista que comenzó este trabajo mientras todavía estaba en Carnegie Mellon.

### Equilibrio de manchas solares
La segunda contribución fundamental de Cass -la noción del llamado equilibrio de manchas solares en economías dinámicas que desarrolló conjuntamente con Karl Shell- también es legendaria, y surgió de su larga y productiva colaboración con Karl en Penn. El impulso inicial para el interés de Cass en este tema provino del trabajo que hizo con Manny Yaari sobre modelos de generaciones superpuestas, y de su relación temprana con Bob Lucas en Carnegie Mellon y el trabajo seminal de Lucas sobre expectativas racionales en modelos económicos dinámicos. Para citar de la entrevista de Spear-Wright:
       "No estaba tan interesado en el macro, pero lo que me llamó la atención, y esto está relacionado con algunos de mis trabajos posteriores, fue la suposición que [Lucas] hizo para resolver el equilibrio, de que las variables de estado eran obvias ... Tuve algunas discusiones largas con Bob, y dije, "Bueno Bob, ¿por qué este es el espacio de estado real en este modelo?" Esa pregunta surgió ... después de que vine a Penn. En algún momento, Karl [Shell] y yo comenzamos a hablar de eso y desarrollamos lo que llamamos la idea de manchas solares".
El documento clave que salió de las discusiones de Cass y Karl fue: "¿Las manchas solares importan?" documento publicado en el Journal of Political Economy en 1983. Gran parte del trabajo previo a este documento se centró en el modelo de generaciones superpuestas:
- • "El papel del dinero en el apoyo de la optimalidad de Pareto del equilibrio competitivo en los modelos de tipo de préstamo de consumo" (con M. Okuno e I. Zilcha). J Econ Theory 20, 41 - 80 (1979).
- • "En defensa de un enfoque básico" (con K. Shell). Modelos de economías monetarias (J.H. Kareken y N. Wallace, eds.), Banco de la Reserva Federal de Mineápolis, 1980.
- • "Existencia de equilibrio competitivo en un modelo general de generaciones superpuestas" (con Y. Balasko y K. Shell). J Econ Theory 23, 307 - 322 (1980).

El primer modelo real de equilibrio de manchas solares fue producido por Shell en un marco OLG con funciones de utilidad lineal, que apareció en su "Monnai et allocation intertemporelle" en 1977, como parte de la serie de conferencias Malinvaud en París (ahora publicado como un artículo vintage en Dinámica Macroeconómica). El documento de Cass y Shell presentó un modelo dinámico simplificado de dos períodos en el que uno de dos conjuntos de agentes podía intercambiar activos contingentes con los precios en el segundo período, mientras que el segundo grupo solo podía operar en los mercados al contado del segundo período. Esto captó la fricción de la participación restringida presente en las economías OLG, donde algunos agentes (los recién ingresados jóvenes) nacen en un estado específico y no pueden asegurarse contra los resultados en el estado de nacimiento.
El documento demostró que en las economías estáticas de Arrow-Debreu con mercados completos, la incertidumbre extrínseca (donde ningún fundamento del modelo es estocástico) no puede importar las asignaciones de equilibrio. Luego mostraron que cuando algunos agentes tenían restricciones en sus intercambios, de modo que se violaba la integridad del mercado, las manchas solares podían ser importantes, es decir, podían existir equilibrios de expectativas racionales en los que los precios de equilibrio dependían de la realización de un proceso estocástico extrínseco. De paso, hicieron la observación de que, dado que la validez del primer teorema de bienestar implicaba que no podía haber equilibrio de manchas solares, una condición necesaria para la existencia de tales equilibrios era una violación de las condiciones bajo las cuales se cumple el primer teorema de bienestar. Esta observación adquirió una vida propia como lo que Shell llamó el teorema de Pholk de Filadelfia: si el primer teorema de bienestar no se cumple, entonces puede encontrar una economía donde las manchas solares importan.
Además de plantear preguntas preocupantes sobre cuál era el espacio de estado correcto para economías estocásticas dinámicas, la noción de equilibrio de manchas solares planteó una serie de preguntas profundas sobre la determinación general de equilibrios económicos y el papel de los teoremas de bienestar en la ocurrencia o no ocurrencia de los equilibrios de manchas solares. Estas preguntas engendraron una gran literatura sobre la determinación en economías dinámicas en las que los teoremas del bienestar se rompieron. Estos incluyen modelos de generaciones superpuestas, modelos de crecimiento con externalidades o impuestos, y modelos en los que los mercados de activos estaban incompletos. Todos mostraron la existencia de equilibrios de manchas solares. Y, en un giro adecuado del destino intelectual, los macroeconomistas han comenzado recientemente a explorar la cuestión de si las expectativas de las manchas solares pueden proporcionar una fuente más plausible de fluctuaciones en los modelos de equilibrio dinámico que las perturbaciones agregadas de la productividad agregada.

### Equilibrio general con mercados incompletos
La tercera gran contribución de Cass a la teoría económica fue su trabajo sobre el equilibrio general con mercados incompletos, trabajo que surgió de su exploración de la cuestión de la existencia de equilibrios de manchas solares en modelos con mercados de activos incompletos. El trabajo subsiguiente de Cass sobre la existencia y la determinación del equilibrio general en modelos con mercados de activos incompletos generó otra gran cantidad de literatura que se ha llegado a conocer simplemente como GEI. Como nota histórica, a Cass nunca le gustó esta terminología, prefiriendo pensar en estos modelos como de Equilibrio Financiero General (GFE) para enfatizar la presencia de activos financieros y las fricciones que estos introdujeron.
El trabajo más temprano sobre la incompletitud del mercado se remonta a Arrow en la década de 1950, Diamond a mediados de los años 60 y una serie de documentos relacionados en la literatura financiera entre finales de 1950 y principios de los 70 (Geanakoplos proporciona una excelente encuesta de este literatura). El modelo GEI canónico fue formulado por Radner a principios de la década de 1970 en un documento que también apuntaba a uno de los enigmas fundamentales sobre modelos con mercados incompletos: la posible pérdida de dimensionalidad en el lapso de rentabilidad de los activos a medida que varían los precios.
Este potencial para la no existencia de equilibrio (formalmente desarrollado en los contraejemplos de Hart para la existencia del equilibrio) dejó la literatura en el limbo durante casi una década, hasta que el trabajo de Cass sobre las economías con activos puramente financieros señaló la salida. Como señala Geanakoplos:
       "De repente, a mediados de la década de 1980, la teoría pura de GEI cayó. En dos documentos provocadores e influyentes, Cass demostró que la existencia de equilibrio podría garantizarse si todos los activos prometen ser entregados en dinero fiduciario, y dio un ejemplo que muestra que con tales activos financieros podría haber una multiplicidad de equilibrios. Casi al mismo tiempo Werner también dio una prueba de existencia de equilibrio con los activos financieros, y Geanakoplos y Polemarchakis mostraron lo mismo para las economías con activos reales que prometen entregas en el mismo bien de consumo."
El primer documento al que Geanakoplos hace referencia arriba apareció inicialmente en abril de 1984 como un documento de trabajo de CARESS.
Este trabajo fue seguido muy rápidamente por los resultados que muestran que el problema de inexistencia señalado por Hart no era genérico, y condujo en última instancia a los resultados de existencia genéricos de Duffie y Shafer, y nuevamente generó una nueva literatura que mira positivamente la incompletitud del mercado, y normativamente en cuestiones de ingeniería de activos.

### Aportaciones posteriores. 1989-2008
En el tiempo posterior a este trabajo seminal en GEI, los diversos trabajos de Cass trataban cuestiones de determinación del equilibrio (y la cuestión estrechamente relacionada de la existencia de equilibrios de manchas solares), y con la optimización de asignaciones en presencia de manchas solares y mercados de activos incompletos. Estos documentos incluyen:
- • "La estructura del equilibrio financiero con rendimientos exógenos: el caso de los mercados incompletos" (con Y. Balasko). Econometrica 57, 135 - 162 (1989).
- • "Equilibrio de las manchas solares en una economía de generaciones superpuestas con un mercado ideal de reclamos contingentes" (con K. Shell). Complejidad económica: Caos, manchas solares, burbujas y no linealidad (W. A. Barnett, J. Geweke y K. Shell, eds.). Cambridge University Press, Cambridge, Inglaterra, 1989.
- • "La estructura del equilibrio financiero con rendimientos exógenos: el caso de la participación restringida" (con Y. Balasko y P. Siconolfi). J Math Econ 19, 195 - 216 (1990).
- • "Convexity and sunspots: A remark" (con H. Polemarchakis). J Econ Theory 52, 433 - 439 (1990).
- • Equilibrio perfecto con mercados financieros incompletos: una exposición elemental. Valor y capital, cincuenta años después (L.W. McKenzie y S. Zamagni, eds.). MacMillan, Londres, 1991.
- • "Demanda regular con varias restricciones presupuestarias generales" (con Y. Balasko). Equilibrium and Dynamics: Ensayos en honor de David Gale (M. Majumdar, ed.), Macmillan, Londres, 1992.
- • Mercados financieros incompletos e indeterminación del equilibrio competitivo. Advances in Economic Theory, VI (J.-J. Laffont, ed.), Cambridge University Press, Cambridge, Inglaterra, 1992.
- • "Las manchas solares y los mercados financieros incompletos: el caso general", en el mini-simposio sobre "La estructura de los equilibrios de las manchas solares en presencia de mercados financieros incompletos". Econ Theory 2, 341 - 358 (1992).
- • "Equilibrios estacionarios con mercados incompletos y generaciones superpuestas" (con R.C. Green y S.E. Spear). Intl Econ Rev. 33, 495 - 512 (1992).
- • "Indeterminación real de mercados financieros imperfectos: dos adendas". General Equilibrium, Growth and Trade II (R. Becker, M. Boldrin, R. Jones y W. Thomson, eds.), Academic Press, San Diego, 1993.
- • "Participación de mercado y equilibrio de manchas solares" (con Y. Balasko y K. Shell). Rev Econ Studies 62, 491 - 512 (1995).
- • "Notas sobre el óptimo de Pareto en mercados financieros incompletos". Rivista di Matematica per le Scienze Economiche e Sociale 18, 3-14 (1995).
- • "Pareto mejora la innovación financiera en mercados incompletos" (con A. Citanna). Economic Theory, 11, 467-494 (1998).
- • "Regularidad genérica del equilibrio competitivo con participación restringida en los mercados financieros" (con P. Siconolfi y A. Villanacci). J Math Econ 36, 61 - 76 (2001).
- • "Equilibrio competitivo con mercados financieros incompletos". J Math Econ. 42, 384-405 (2006)
- • "Reflexiones sobre el Criterio de Cass", J Math Econ. 42, 374-383 (2006)
- • "Multiplicidad en el equilibrio financiero general con limitaciones de cartera" (con Suleyman Basak, Juan Manuel Licari, Anna Pavlova), J. Econ. Teoría, 142, 100-127 (2008)

Para completar este resumen del trabajo de Cass, a pesar de la gran evolución de sus ideas desde su trabajo inicial sobre crecimiento óptimo, hasta el trabajo en manchas solares y finalmente en los mercados incompletos, Cass siguió interesado en sus intereses más antiguos cuando vio oportunidades para contribuciones. Así, su artículo de 1979 con Mukul Majumdar, "Asignación intertemporal eficiente, maximización del valor de consumo y transversalidad de los valores de capital: una visión unificada" y su artículo de 1991 con Tappan Mitra, "Consumo indefinidamente sostenido a pesar de los recursos naturales agotables" rememoran sus anteriores trabajos en la teoría del capital.
De manera similar, su artículo de 1996 con Chichilnisky y Wu, "Riesgo individual y seguro mutuo: Una reformulación" (Econometrica 64, 333-341) y su artículo de 2004 con su alumna Anna Pavlova, "Sobre árboles y troncos" (J Econ Theory 116, 41-83) vuelve a su trabajo original sobre modelos de fijación de precios de activos con Joe Stiglitz.
El último trabajo publicado de Cass fue "Creencias y equilibrios compatibles" (2008, J. Math. Econ. 44, 625-640). Cass describe este artículo como un documento conceptual, en el cual se remonta a los principios de la teoría económica y pregunta qué creencias de los agentes económicos deben mantenerse para justificar el supuesto convencional de equilibrio competitivo. El último trabajo de Cass, "Utility-based utility" estaba bajo revisión en el momento de su muerte. Este documento también es de naturaleza conceptual al mostrar que el equilibrio de las manchas solares podría existir bajo especificaciones de preferencias más débiles que la especificación estándar de von Neumann-Morgenstern.